# 猿岩石
猿岩石（さるがんせき）は、かつて太田プロダクションに所属していたお笑いコンビ、音楽グループ。2004年3月に解散し、別々に活動している。ともに広島県安芸郡熊野町出身。

## メンバー
有吉 弘行（ありよし ひろいき、1974年5月31日 - ）
ボケ・ネタ作成担当。詳細は有吉弘行を参照。
森脇 和成（もりわき かずなり、1974年8月1日 - ）
ツッコミ担当。詳細は森脇和成を参照。

## 沿革
2人は広島県の小・中・高の同級生。18歳の有吉は、EXテレビのオーディション企画でオール巨人への弟子入りを認められた。しかし8ヶ月後に有吉が兄弟子を殴ってケガを負わせたため巨人から謹慎を命じられ、有吉は地元広島に戻ったのち、1994年4月に森脇を誘って猿岩石を結成した。巨人には無断の行動であり、所属も太田プロダクションに移っている。グループ名の由来は、中学校の同級生の女の子のあだ名、『猿女房』『ほくろ岩石』の『猿』・『岩石』をくっつけて出来た。『猿女房』は『猿に似た男の子とつきあっていた』から、『ほくろ岩石』は『岩石みたいなほくろが顔にあった』からついたあだ名とされる。なお有吉は、後述のヒッチハイクからの帰国後に巨人の楽屋を訪れ、巨人から正式に破門されている。ただし巨人は有吉に対し「お前もつらかったんやろ」と、ねぎらいの言葉をかけたという。
1994年6月、2人で揃って広島県からバスで上京。上京後は、しばらく文京区後楽園周辺で野宿をしていた。1995年2月、太田プロライブで初舞台を踏む。同年同月、TBS制作の「TICOS」でテレビ初出演。当時は主にコントを演じていた。同年10月にはフジテレビ制作の若手ネタ見せ番組「新品部隊」のレギュラーに抜擢されるなど、ネタの実力も一定の評価をされていた。

### 『進め!電波少年』のヒッチハイク企画
1996年4月、テレビ番組『進め!電波少年』の企画で「だまされて」香港（当時イギリス領）に連れてこられた。それに先立ち、内容を明かされないまま行われたオーディションには、バナナマン、劇団ひとりらを含む多くの芸人が参加しており、最終選考にはTIMも残っていたが、「東京ドーム付近で野宿したことがある」という経験が買われて選考された。香港で「イギリスまでヒッチハイクで行け」と告げられ、旅が始まった。猿岩石は「最初は、『いつでもリタイアできる、所詮はTV企画』という甘えがあった」と語っている。しかし過酷な旅の模様は徐々に人気を博していくこととなり、1996年10月に無事ロンドンにゴールした頃には2人は全国的な知名度を獲得していた。サンプラザ中野が歌った応援歌「旅人よ 〜The Longest Journey」も評判になり、またヒッチハイクの内実を記した書籍『猿岩石日記』もシリーズ累計で250万部のベストセラーになるなど、「猿岩石フィーバー」と称される社会現象となる。この企画の大ヒットで『電波少年』の人気は持ち直し、2003年まで続く事になった。
猿岩石はロンドンでゴールした際の特番内で、ヒッチハイク第2弾である「南北アメリカ大陸縦断ヒッチハイク」への挑戦を提案されるも、これを断って帰国を選択（ただし実際はその提案は番組上のフェイクで、当時のプロデューサーの土屋敏男の著書によれば、既にその時点でドロンズによる南北アメリカ大陸縦断ヒッチハイクの企画準備が始まっており、「南北アメリカ大陸の旅を選んだ場合に少し困る状態だった」という）。インターネット未発達の時代に約半年を海外で過ごしたため、猿岩石の2人は日本の状況を知るすべもなく、自分たちが一躍人気者になっていたこともほとんど知らないまま日本へ戻った。
当時、観光ビザで入国した国で仕事をするなどの場面があり、就労ビザが必要なことの指摘や、後に飛行機使用が発覚したが、どちらもバラエティとして楽しむことで受け入れられた。

### 人気絶頂期
帰国後の猿岩石はテレビその他に引っ張りだこになった。11月にはバンコク（タイ） - ヤンゴン（ミャンマー）間、ヤンゴン - コルカタ（インド）間、テヘラン（イラン） - アンカラ（トルコ）間の3ヶ所で飛行機に乗っていた事が発覚。当時のミャンマーは軍事政権下であり、イラン〜トルコの国境地域ではクルド人武装勢力が活動していたこともあり、日本テレビ側は「危険地帯であった」と釈明した。しかし番組内では飛行機に乗っていた件は全く公表されていなかったため、やらせではないかとの批判もあがった。
12月、秋元康のプロデュースにより、藤井フミヤ・藤井尚之兄弟提供の「白い雲のように」をHEAT WAVE（現・日本コロムビア）から発売する。ヒッチハイクを連想させる様な曲でミリオンセラーになり、1997年の『第39回日本レコード大賞』の新人賞を受賞し、その後もヒット曲を連発。一時アイドル的な人気を博す。ただし「視聴者の支持が得られなかった」という理由でその年の『NHK紅白歌合戦』には落選した。
この頃、営業で学園祭を一緒に回ったバナナマンは、学園祭が終わり車で帰る際に猿岩石のファンが車の周囲に押し寄せて混乱することが予想されたため、ダミー車を出すことになり、そのダミー車に乗ったのが当時知名度が低かった自分たちだったと語っている。
当時のギャラは給料制でブレーク前は5万円だったが、印税などの収入があったため、月収が最高2,000万円だった。また、売れっ子だからと言って天狗になることはなく、有吉は、最大で5000万円以上の貯蓄をしていたという。
事務所の先輩である松村邦洋がパーソナリティを担当していたラジオ番組、『松村邦洋のオールナイトニッポン』にもしばしば出演していた。

### 地元広島でのローカルタレント化
地元、広島の放送局中国放送で1997年より放送が始まった『KEN-JIN』レギュラーとして出演。当初は全国レギュラーも多かったが、次第にレギュラーが少なくなり、結果として広島のローカルタレント化していった。
2000年頃には進研ゼミ中学講座の読者コーナーに連載も行っていた。
2001年3月に横山雄二（中国放送（RCC）アナウンサー）と「KEN-JIN BAND」を結成。デビュー曲「Hungryman/dear」を発売した。その後もシングルを何枚か発売。猿岩石解散後は有吉と劇団ひとり、横山でバンドを続けた。

### 手裏剣トリオへの改名
2001年4月、フジテレビの「プレゼンタイガー」の企画で改名した。名前の候補には「手裏剣トリオ」と「なうまんぞう」があり、自ら「手裏剣トリオ」を選んだ。その頃、「さまぁ〜ず」等、芸人の改名が多く、成功例も多かったが、猿岩石の場合は人気が出ずに、同年の9月28日に「プレゼンタイガー」で「猿岩石への再改名」を宣言、「猿岩石」に戻った。
なお、この事は後に有吉が再ブレイクした際にしばしば自虐ネタとして話している。

### 解散
2004年3月に有吉のお笑い芸人志向、森脇の役者・音楽家・実業家志向という方向性の違いにより解散。有吉は太田プロダクションに残り、後にピン芸人として「再ブレイク」を果たす。森脇は実業家へ転身して一時芸能界を引退するも、2015年より芸能界へ復帰している。

## 解散後のメンバーの動向
有吉弘行

解散後もピン芸人として活動。再ブレイク前は、「一発屋芸人」であることを押し出した自虐ネタが多かった。竜兵会の一員であり、同会のメンバーとの共演も多かった。
2008年に辛口のあだ名をきっかけに、芸人として再ブレイク。再ブレイクから10年以上経った現在ではレギュラー番組を10本以上持ち、猿岩石時代よりも多忙な芸人となった。2019年には地上波全局で冠レギュラー番組を持ち、2022年10月からは全曜日のGP帯（19時から23時）で冠番組が放送されるほどの活躍ぶりで、天下を取ったとの呼び声も高い。次世代の芸能界の柱とも期待されている。
2021年4月2日、フリーアナウンサーの夏目三久との結婚を発表。
森脇和成

2006年10月26日放送分『雨上がり決死隊のトーク番組アメトーーク!』「元コンビ芸人」に出演し、実業家（株式会社スクラッチ専務）になっていたことを明かす。2012年3月発売のDVDには、スタジオ裏での有吉との会話も収録されている。
2007年2月、家事手伝いの女性と結婚。しかし有吉をはじめ芸能関係者は結婚式や披露宴にはほとんど出席しなかったとされる。
2008年11月にESPバイオテック・ラボ（株式会社スクラッチから社名変更）を退職。2011年10月1日現在、時計業界に在籍していることが同社社長のブログで明らかになっている。
2015年7月16日放送分「ヨソで言わんとい亭〜ココだけの話が聞ける（秘）料亭〜」に出演。この際、有吉と寿司屋でばったり会ったことや、ブランド品を輸入販売している店舗で勤務していることを明かした。
2015年7月20日放送分「しくじり先生 俺みたいになるな!!」に出演。なお、「しくじり先生」のオファーを受けて以降、打ち合わせを重ねる過程で自分の人生をじっくり見直したとして、出演中にサラリーマンをやめると発言。既に辞表を提出していると述べた。さらに妻とは離婚しており、子供は妻のところにいるとも述べた。
2015年8月1日、タレント業を再開。

## 賞など
- 1997年、第34回ゴールデン・アロー賞話題賞
- 1997年、第39回日本レコード大賞新人賞
- 2000年に朝日新聞社が実施した「この1000年「日本の大冒険・探検家」読者人気投票」で275票を獲得し9位にランクインされた[14]。

## 過去の出演番組
テレビ
- 進め!電波少年（日本テレビ）
- マジカル頭脳パワー!!（日本テレビ）
  1. 1997年7月10日
- おしゃれカンケイ（日本テレビ）
- ぐるぐるナインティナイン（日本テレビ）
- 快傑!コウジ園（日本テレビ）
- 中居くん温泉'S（読売テレビ）
- 森田一義アワー 笑っていいとも!（フジテレビ、1997年4月 - 1998年9月）
- めちゃ×2イケてるッ!（フジテレビ）
- 新品部隊（フジテレビ）
- 超次元タイムボンバー（テレビ朝日）
- 世界の超豪華・珍品料理（フジテレビ）
- 極楽とんぼのとび蹴りゴッデス（テレビ朝日）
- リングの魂（テレビ朝日）
- 特捜TV!ガブリンチョ（テレビ朝日）
- 内村プロデュース（テレビ朝日）
- KEN-JIN（中国放送）

テレビドラマ
- 告白（日本テレビ、1997年）
- 恋の片道切符（日本テレビ、1997年）第4話にゲスト出演。
- ワイルドで行こう（日本テレビ、1997年）
- 連続テレビ小説「天うらら」（NHK、1998年）
- プラトニック・セックス（フジテレビ、2001年）

ラジオ
- 猿岩石の僕らが旅で学んだこと（1996年12月22日放送）
- KADOKAWA電波マガジン 猿岩石のWalkers Radio（TOKYO FM・JFN系列）
- 猿岩石のオールナイトニッポン（1997年6月18日（水曜日）25:00-27:00。一回限りの特別番組）

他多数

## ディスコグラフィ

### 猿岩石名義
シングル

| 発売日         | タイトル                 | 規格           | 規格品番       |
| 日本コロムビア | 日本コロムビア           | 日本コロムビア | 日本コロムビア |
| -------------- | ------------------------ | -------------- | -------------- |
| 1996年12月21日 | 白い雲のように           | 8cmCD          | CODA-1149      |
| 1997年3月19日  | ツキ                     | 8cmCD          | CODA-1178      |
| 1997年5月8日   | コンビニ                 | 8cmCD          | CODA-1217      |
| 1997年6月18日  | 君の青空/声が聴こえる    | 8cmCD          | CODA-1264      |
| 1997年9月3日   | オエオエオ!              | 8cmCD          | CODA-1326      |
| 1997年11月5日  | Christmas/少年の羽根     | 8cmCD          | CODA-1378      |
| 1998年2月4日   | 君に会いに行こう         | 8cmCD          | CODA-1447      |
| 1998年3月18日  | 昨日までの君を抱きしめて | 8cmCD          | CODA-1464      |
| 1998年6月24日  | 初恋                     | 8cmCD          | CODA-1578      |
| 1999年1月1日   | My Revolution            | 8cmCD          | CODA-50037     |

アルバム

| 発売日         | タイトル                          | 規格           | 規格品番       |
| 日本コロムビア | 日本コロムビア                    | 日本コロムビア | 日本コロムビア |
| -------------- | --------------------------------- | -------------- | -------------- |
| 1997年9月3日   | まぐれ                            | CD             | COCA-14356     |
| 1998年4月1日   | 通信簿〜SARUGANSEKI SINGLES〜     | CD             | COCA-15051     |
| 1999年2月20日  | 1986                              | CD             | COCP-50052     |
| 2008年8月20日  | GOLDEN☆BEST 白い雲のように 猿岩石 | CD             | COCP-35128     |
| 2017年8月30日  | GOLDEN☆BEST 白い雲のように 猿岩石 | UHQCD          | COCP-40062     |

### KEN-JIN BAND名義
シングル

| 発売日               | No.           | タイトル         | 規格          | 規格品番      |
| Morning Glory        | Morning Glory | Morning Glory    | Morning Glory | Morning Glory |
| -------------------- | ------------- | ---------------- | ------------- | ------------- |
| 2001年10月26日       | 1             | Hungryman        | CD            | MGR-1003      |
| 2001年10月26日       | 2             | dear             | CD            | MGR-1003      |
| インディーズ・ハウス |               |                  |               |               |
| 2002年5月25日        | 1             | 虹               | CD            | DNA-10        |
| 2002年5月25日        | 2             | 君の左手         | CD            | DNA-10        |
| KEN-JIN RECORDS      |               |                  |               |               |
| 2004年6月16日        | 1             | ロケット         | CD            | KJR-001       |
| 2004年6月16日        | 2             | 働クオトコノウタ | CD            | KJR-001       |

## 出版物
- 猿岩石日記 Part1 極限のアジア編―ユーラシア大陸横断ヒッチハイク　日本テレビ放送網 1996 （角川文庫版  1998）
- 猿岩石日記 Part2 怒濤のヨーロッパ編―ユーラシア大陸横断ヒッチハイク　日本テレビ放送網 1996 （角川文庫版  1998）
- 猿岩石裏日記―ユーラシア大陸横断ヒッチハイク　日本テレビ放送網 1996
- 猿岩石サバイバルツアー 太田出版 1997
- シェ猿岩石―猿岩石のおうち 小学館 1997
- ル猿岩石―ラッキーモンキー 小学館 1997
- 猿岩石写真日記“一生、遊んで暮らしたい” 角川書店 1997
- 写真集「猿岩石」竹書房 1998